# WTA de Moscou
O WTA de Moscou – ou Kremlin Cup, na última edição – foi um torneio de tênis profissional feminino, de categoria WTA 500.
Realizado em Moscou, capital da Rússia, estreou em 1989. Começou como evento exclusivamente feminino, tornando-se combinado a partir de 1996. Está suspenso devido à invasão da Ucrânia pela Rússia. Os jogos eram disputados em quadras duras cobertas durante o mês de outubro.
Em de 2018, um torneio adicionou ocorreu na cidade, o Moscow River Cup, disputado em quadras de saibro durante o mês de julho. Durou apenas uma edição, sendo substituído na temporada seguinte por Jūrmala, na Letônia.

## Finais
(i) Torneio paralelo, de nível International, que aconteceu somente em 2018, o Moscow River Cup.

### Simples
| Ano                                                                   | Campeã                   | Vice-campeã              | Resultado      |
| --------------------------------------------------------------------- | ------------------------ | ------------------------ | -------------- |
| Torneio não realizado em 2022 devido à invasão da Ucrânia pela Rússia |                          |                          |                |
| 2021                                                                  | Anett Kontaveit          | Ekaterina Alexandrova    | 4–6, 6–4, 7–5  |
| Torneio não realizado em 2020 devido à pandemia de COVID-19           |                          |                          |                |
| 2019                                                                  | Belinda Bencic           | Anastasia Pavlyuchenkova | 3–6, 6–1, 6–1  |
| 2018                                                                  | Daria Kasatkina          | Ons Jabeur               | 2–6, 7–63, 6–4 |
| 2018 (i)                                                              | Olga Danilović           | Anastasia Potapova       | 7–5, 16–7, 6–4 |
| 2017                                                                  | Julia Görges             | Daria Kasatkina          | 6–1, 6–2       |
| 2016                                                                  | Svetlana Kuznetsova      | Daria Gavrilova          | 6–2, 6–1       |
| 2015                                                                  | Svetlana Kuznetsova      | Anastasia Pavlyuchenkova | 6–2, 6–1       |
| 2014                                                                  | Anastasia Pavlyuchenkova | Irina-Camelia Begu       | 6–4, 5–7, 6–1  |
| 2013                                                                  | Simona Halep             | Samantha Stosur          | 7–61, 6–2      |
| 2012                                                                  | Caroline Wozniacki       | Samantha Stosur          | 6–2, 4–6, 7–5  |
| 2011                                                                  | Dominika Cibulková       | Kaia Kanepi              | 3–6, 7–61, 7–5 |
| 2010                                                                  | Victoria Azarenka        | Maria Kirilenko          | 6–3, 6–4       |
| 2009                                                                  | Francesca Schiavone      | Olga Govortsova          | 6–3, 6–0       |
| 2008                                                                  | Jelena Janković          | Vera Zvonareva           | 6–2, 6–4       |
| 2007                                                                  | Elena Dementieva         | Serena Williams          | 5–7, 6–1, 6–1  |
| 2006                                                                  | Anna Chakvetadze         | Nadia Petrova            | 6–4, 6–4       |
| 2005                                                                  | Mary Pierce              | Francesca Schiavone      | 6–4, 6–3       |
| 2004                                                                  | Anastasia Myskina        | Elena Dementieva         | 7–5, 6–0       |
| 2003                                                                  | Anastasia Myskina        | Amélie Mauresmo          | 6–2, 6–4       |
| 2002                                                                  | Magdalena Maleeva        | Lindsay Davenport        | 5–7, 6–3, 7–64 |
| 2001                                                                  | Jelena Dokić             | Elena Dementieva         | 6–3, 6–3       |
| 2000                                                                  | Martina Hingis           | Anna Kournikova          | 6–3, 6–1       |
| 1999                                                                  | Nathalie Tauziat         | Barbara Schett           | 2–6, 6–4, 6–1  |
| 1998                                                                  | Mary Pierce              | Monica Seles             | 7–62, 6–3      |
| 1997                                                                  | Jana Novotná             | Ai Sugiyama              | 6–3, 6–4       |
| 1996                                                                  | Conchita Martínez        | Barbara Paulus           | 6–1, 4–6, 6–4  |
| 1995                                                                  | Magdalena Maleeva        | Elena Makarova           | 6–4, 6–2       |
| 1994                                                                  | Magdalena Maleeva        | Sandra Cecchini          | 7–5, 6–1       |
| Torneio não realizado entre 1993 e 1991                               |                          |                          |                |
| 1990                                                                  | Leila Meskhi             | Elena Brioukhovets       | 6–4, 6–4       |
| 1989                                                                  | Gretchen Magers          | Natalia Zvereva          | 6–3, 6–4       |

### Duplas
| Ano                                                         | Campeãs                                 | Vice-campeãs                            | Resultado         |
| ----------------------------------------------------------- | --------------------------------------- | --------------------------------------- | ----------------- |
| Torneio não realizado em 2022 devido à pandemia de COVID-19 |                                         |                                         |                   |
| 2021                                                        | Jeļena Ostapenko Kateřina Siniaková     | Nadiia Kichenok Raluca Olaru            | 6–2, 4–6, [10–8]  |
| Torneio não realizado em 2020 devido à pandemia de COVID-19 |                                         |                                         |                   |
| 2019                                                        | Shuko Aoyama Ena Shibahara              | Kirsten Flipkens Bethanie Mattek-Sands  | 6–2, 6–1          |
| 2018                                                        | Alexandra Panova Laura Siegemund        | Darija Jurak Raluca Olaru               | 6–2, 7–62         |
| 2018 (i)                                                    | Anastasia Potapova Vera Zvonareva       | Alexandra Panova Galina Voskoboeva      | 6–0, 6–3          |
| 2017                                                        | Tímea Babos Andrea Hlaváčková           | Nicole Melichar Anna Smith              | 6–2, 3–6, [10–3]  |
| 2016                                                        | Andrea Hlaváčková Lucie Hradecká        | Daria Gavrilova Daria Kasatkina         | 4–6, 6–0, [10–7]  |
| 2015                                                        | Daria Kasatkina Elena Vesnina           | Irina-Camelia Begu Monica Niculescu     | 6–3, 76–7, [10–5] |
| 2014                                                        | Martina Hingis Flavia Pennetta          | Caroline Garcia Arantxa Parra Santonja  | 6–3, 7–5          |
| 2013                                                        | Svetlana Kuznetsova Samantha Stosur     | Alla Kudryavtseva Anastasia Rodionova   | 6–1, 1–6, [10–8]  |
| 2012                                                        | Ekaterina Makarova Elena Vesnina        | Maria Kirilenko Nadia Petrova           | 6–3, 1–6, [10–8]  |
| 2011                                                        | Vania King Yaroslava Shvedova           | Anastasia Rodionova Galina Voskoboeva   | 7–63, 6–3         |
| 2010                                                        | Gisela Dulko Flavia Pennetta            | Sara Errani María José Martínez Sánchez | 6–3, 2–6, [10–6]  |
| 2009                                                        | Maria Kirilenko Nadia Petrova           | Maria Kondratieva Klára Zakopalová      | 6–2, 6–2          |
| 2008                                                        | Nadia Petrova Katarina Srebotnik        | Cara Black Liezel Huber                 | 6–4, 6–4          |
| 2007                                                        | Cara Black Liezel Huber                 | Victoria Azarenka Tatiana Poutchek      | 4–6, 6–1, [10–7]  |
| 2006                                                        | Květa Peschke Francesca Schiavone       | Iveta Benešová Galina Voskoboeva        | 6–4, 46–7, 6–1    |
| 2005                                                        | Lisa Raymond Samantha Stosur            | Cara Black Rennae Stubbs                | 6–2, 6–4          |
| 2004                                                        | Anastasia Myskina Vera Zvonareva        | Virginia Ruano Pascual Paola Suárez     | 6–3, 4–6, 6–2     |
| 2003                                                        | Nadia Petrova Meghann Shaughnessy       | Anastasia Myskina Vera Zvonareva        | 6–3, 6–4          |
| 2002                                                        | Elena Dementieva Janette Husárová       | Jelena Dokić Nadia Petrova              | 2–6, 6–3, 7–63    |
| 2001                                                        | Martina Hingis Anna Kournikova          | Elena Dementieva Lina Krasnoroutskaya   | 7–61, 6–3         |
| 2000                                                        | Julie Halard-Decugis Ai Sugiyama        | Martina Hingis Anna Kournikova          | 4–6, 6–4, 7–65    |
| 1999                                                        | Lisa Raymond Rennae Stubbs              | Julie Halard-Decugis Anke Huber         | 6–1, 6–0          |
| 1998                                                        | Mary Pierce Natasha Zvereva             | Lisa Raymond Rennae Stubbs              | 6–3, 6–4          |
| 1997                                                        | Arantxa Sánchez Vicario Natasha Zvereva | Yayuk Basuki Caroline Vis               | 5–3, ab.          |
| 1996                                                        | Natalia Medvedeva Larisa Savchenko      | Silvia Farina Barbara Schett            | 7–6, 4–6, 6–1     |
| 1995                                                        | Meredith McGrath Larisa Savchenko       | Anna Kournikova Aleksandra Olsza        | 6–1, 6–0          |
| 1994                                                        | Elena Makarova Eugenia Maniokova        | Laura Golarsa Caroline Vis              | 7–63, 6–4         |
| Torneio não realizado entre 1993 e 1991                     |                                         |                                         |                   |
| 1990                                                        | Gretchen Magers Robin White             | Elena Brioukhovets Svetlana Parkhomenko | 6–2, 6–4          |
| 1989                                                        | Larisa Savchenko Natalia Zvereva        | Nathalie Herreman Catherine Suire       | 6–3, 6–4          |